# Instituto Superior Técnico

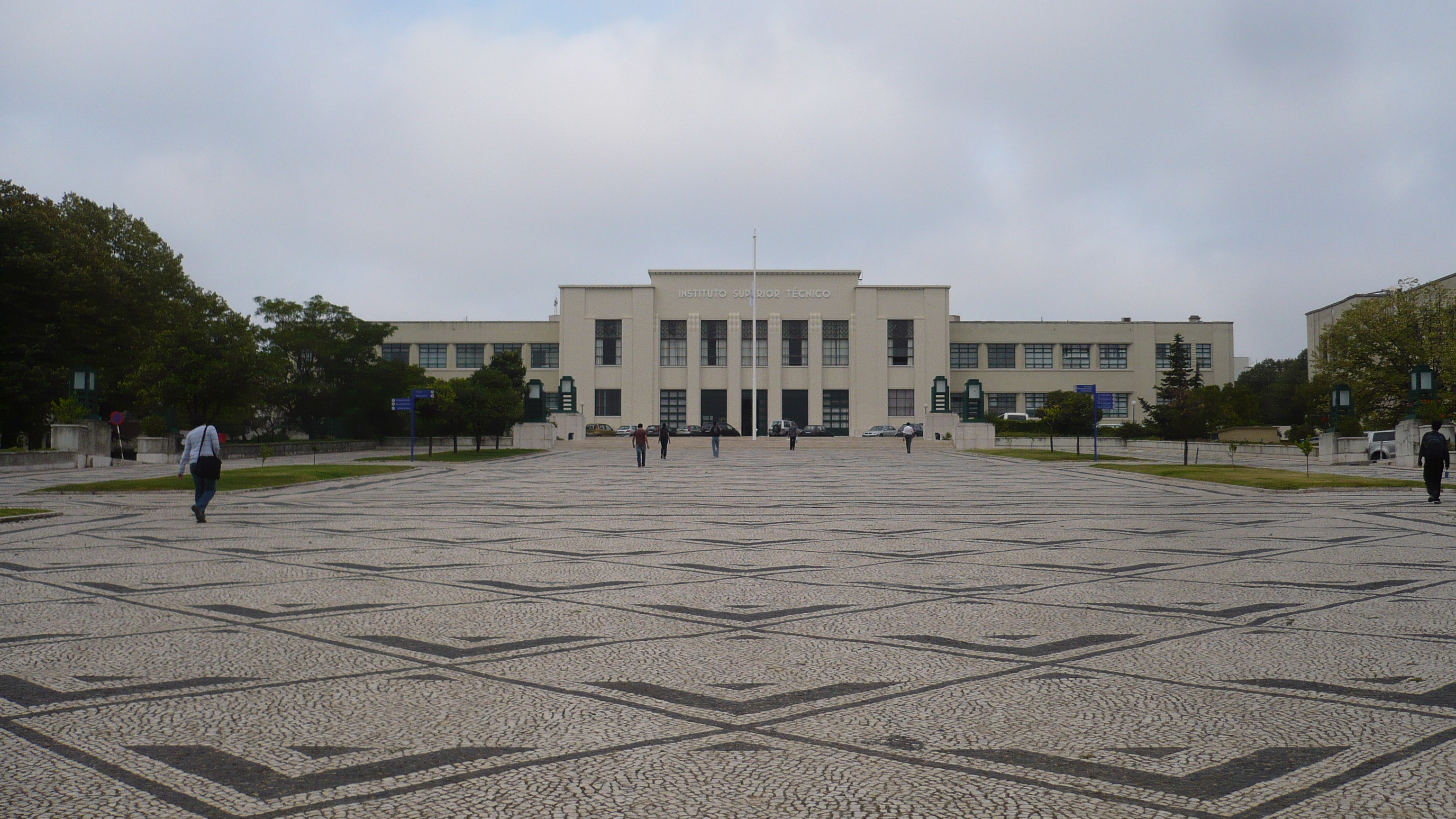
Вищий Технологічний Інститут. Павільйон «Центральний»

Вищий Технологічний Інститут (порт. Instituto Superior Técnico, скорочено — IST) — португальський вищий навчальний заклад інженерії, архітектури, науки та технології.
Інститут засновано 23 травня 1911 року, першим керівником став Алфредо Беньсауд (порт. Alfredo Bensaúde).
З 2013 року входить до складу Лісабонського Університету (порт. Universidade de Lisboa). Станом на навчальний рік 2013—2014 має 11.458 студентів, 871 дослідників й доцентів, 29 дослідних центрів, 7 лабораторій та 1.838 наукових публікацій.
Вважається одним з найкращих навчальних закладів країни: 56 % студентів працевлаштовуються ще до кінця навчання і 91 % — впродовж 6 місяців після його закінчення.
Вищий Технологічний Інститут входить до складу Cluster [Архівовано 23 квітня 2014 у Wayback Machine.] (Consortium Linking Universities of Science and Technology for Education and Research), що об'єднує 12 найкращих європейських університетів науки та технології.

## Історія
В 1910 році Міністерство освіти Португалії вирішує розділити Лісабонський Інститут Індустрії та Комерції на дві навчальні установи: Вищий Технологічний Інститут та Вищий Інститут Економіки та Управління (порт. Instituto Superior de Economia e Gestão). До першого запросили керувати доктора Алфредо Беньсауд, який з 1892 року вимагав у Міністерстві термінових та кардинальних змін у методі навчання на технологічних курсах, але до встановлення республіки йому завжди відмовляли. Першими галузями навчання стали: гірнича інженерія, будівельна інженерія, машинобудування, електроенергетика, хімічна технологія.
В 1930 році Вищий Технологічний Інститут входить до складу до щойно заснованого Лісабонського Технологічного Університету (порт. Universidade Técnica de Lisboa). A з 25 липня 2013 року належить до Лісабонського Університету.

## Департаменти
- Департамент біоінженерії
- Департамент будівництва та архітектури
- Департамент інженерії та управління
- Департамент електротехнічної та комп´ютерної інженерії
- Департамент інженерії інформатики
- Департамент інженерії механіки
- Департамент інженерії фізики
- Департамент хімічної інженерії
- Департамент математичної інженерії